# Высоково (сельское поселение Завидово)
Высоково — деревня в Конаковском районе Тверской области. Входит в состав сельского поселения «Завидово».

## География
Находится в юго-восточной части Тверской области на расстоянии приблизительно 19 км на юго-запад по прямой от районного центра города Конаково.

## История
Известна с 1629 года. В 1859 году здесь (деревня Клинского уезда Московской губернии) было учтено 25 дворов.

## Население
Численность населения: 167 человек (1859 год), 11 (русские 64 %, чуваши 27 %) в 2002 году, 5 в 2010.